# Elecciones estatales de Penang de 1990
Las elecciones estatales de Penang de 1990 tuvieron lugar el 21 de octubre del mencionado año con el objetivo de renovar los 33 escaños de la Asamblea Legislativa Estatal, que a su vez investiría a un Ministro Principal para el período 1990-1995. Al igual que todas las elecciones estatales de Penang, se realizaron al mismo tiempo que las elecciones federales para el Dewan Rakyat de Malasia a nivel nacional.
El Barisan Nasional (Frente Nacional), liderado en Penang por el Partido del Movimiento Popular Malasio (Gerkan), triunfó con el 53.96% de los votos y 19 de los 33 escaños contra el 37.34% de la alianza opositora, Gagasan Rakyat (Concepto Popular), liderada por Lim Kit Siang, que obtuvo los 14 restantes. La participación electoral fue del 75.88%, ligeramente más alta que la de las anteriores elecciones. A pesar de la victoria del BN, el ministro Principal Lim Chong Eu perdió su escaño ante el DAP, por lo que no pudo ser reelegido. De este modo, Koh Tsu Koon, también del Gerakan, fue designado para sucederlo, a pesar de las presiones internas de la Organización Nacional de los Malayos Unidos (UMNO) para que se designara un Ministro Principal de su partido. Lim se retiró de la política después de su derrota.
La legislatura de Penang elegida en 1990 ostenta hasta la actualidad la distinción de ser la única ocasión en que el gobierno penanguita no contó con mayoría de dos tercios. Incluso en los dos cambios de gobierno que ocurrieron en Penang (1969 y 2008) la fuerza ganadora logró esa mayoría y la derrotada la mantenía al momento de los comicios. De todas formas, Koh Tsu Koon resultó elegido Ministro Principal y asumió el cargo el 25 de octubre de 1990.

## Resultados
|  | 21.07 % |

|  | 21.21 % |

|  | 18.64 % |

|  | 36.36 % |

|  | 13.07 % |

|  | 0.00 % |

|  | 1.18 % |

|  | 0.00 % |

|  | 53.96 % |

|  | 57.58 % |

|  | 36.40 % |

|  | 42.42 % |

|  | 0.94 % |

|  | 0.00 % |

|  | 37.34 % |

|  | 42.42 % |

|  | 5.01 % |

|  | 0.00 % |

|  | 3.18 % |

|  | 0.00 % |

|  | 8.19 % |

|  | 0.00 % |

|  | 0.24 % |

|  | 0.00 % |

|  | 97.56 % |

|  | 2.44 % |

|  | 100.00 % |

|  | 75.88 % |

## Consecuencias
Los resultados electorales desataron una fuerte crisis. Por un lado, aunque el oficialismo había ganado, el ministro Principal había perdido su escaño y constitucionalmente no podía ser reelegido para otro mandato, y por otro lado, la Organización Nacional de los Malayos Unidos, el partido líder del Barisan Nasional constituido por la etnia malaya, había obtenido más escaños que el Gerakan, por lo que se esperaba que el nuevo Ministro Principal perteneciera a dicho partido. A pesar de que esta era la intención del primer ministro de Malasia, Mahathir Mohamad, Lim Chong Eu lo convenció de que el ministro Principal debía ser un miembro de su partido debido a las pocas probabilidades que tenía un gobernante malayo de ser popular en un estado donde la mayoría de la población era china étnica. De este modo, Koh Tsu Koon fue juramentado Ministro Principal el 25 de octubre de 1990, tan solo unos días después de las elecciones.